# Lijst van Chileense autosnelwegen

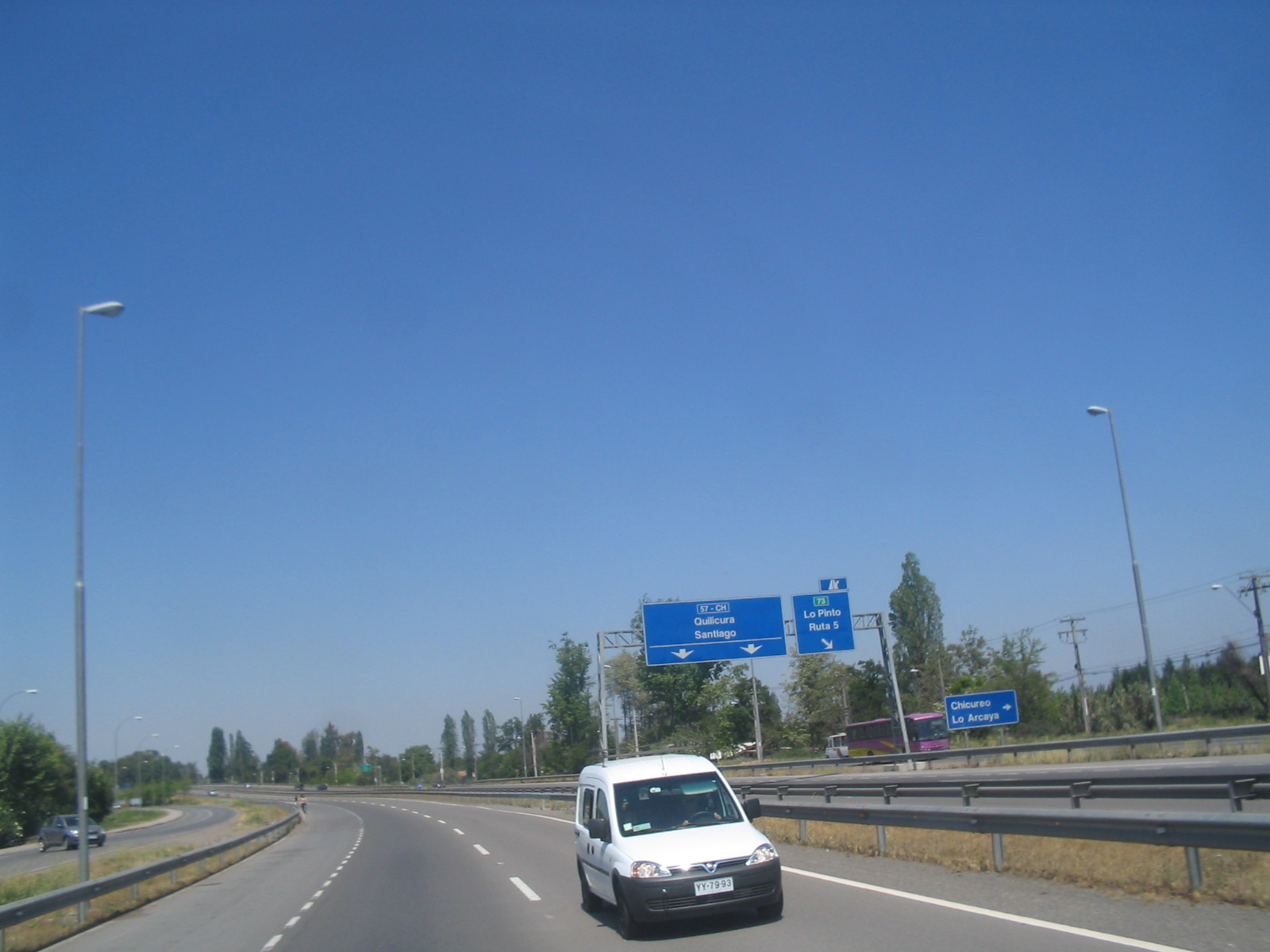
Autopista Los Libertadores (Ruta 57)

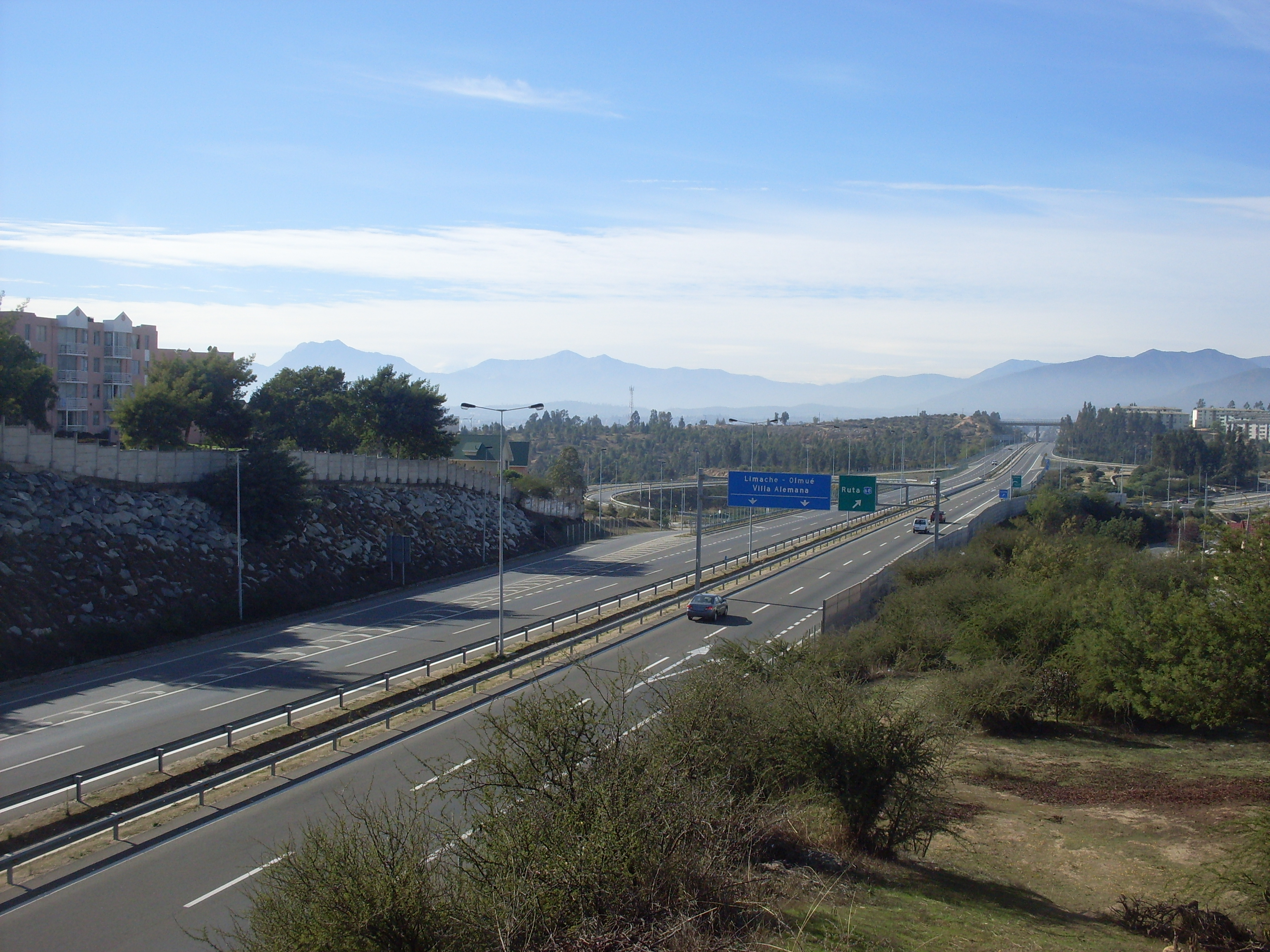
Autopista Troncal Sur (Ruta 60)

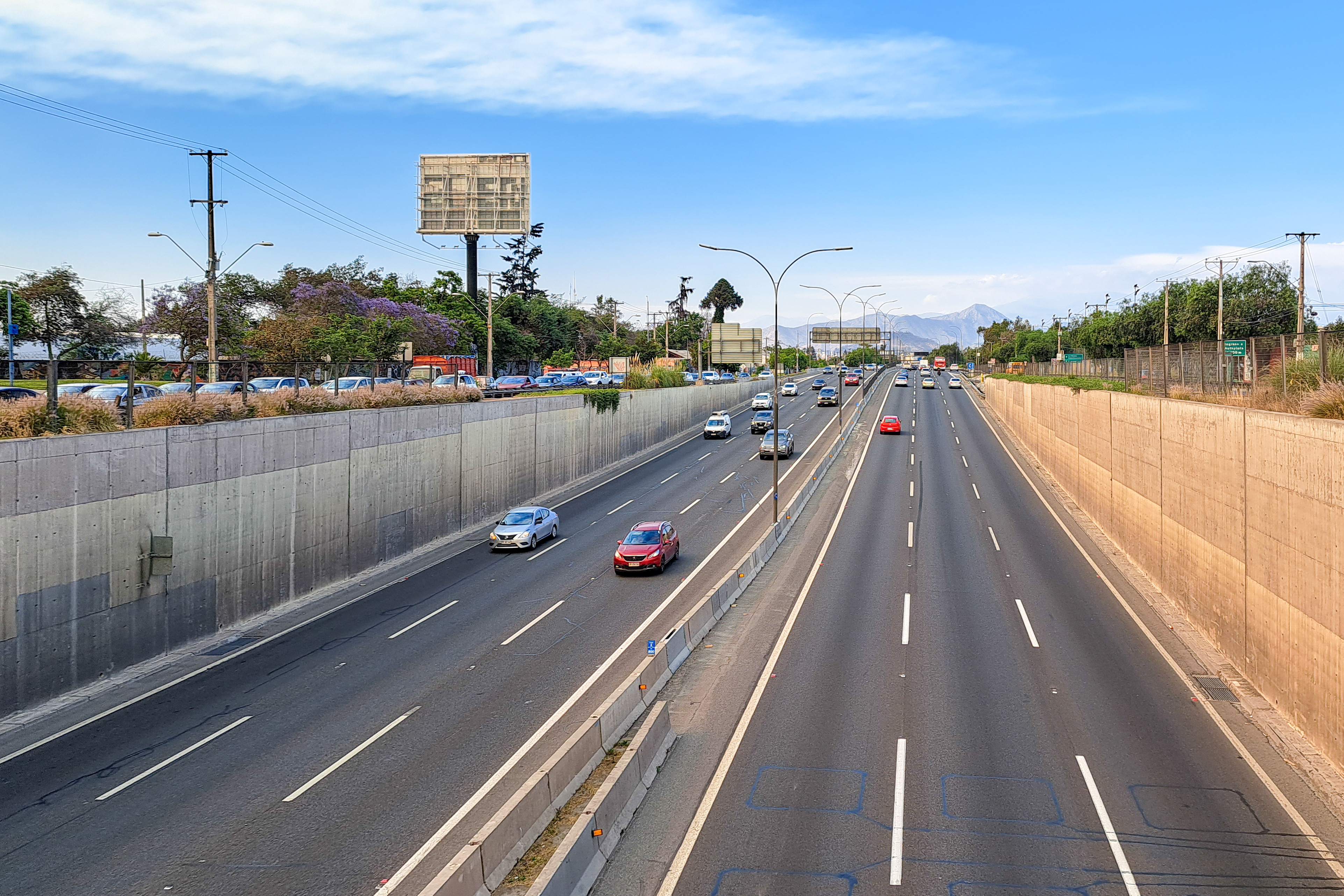
Autopista Central (Ruta 5)

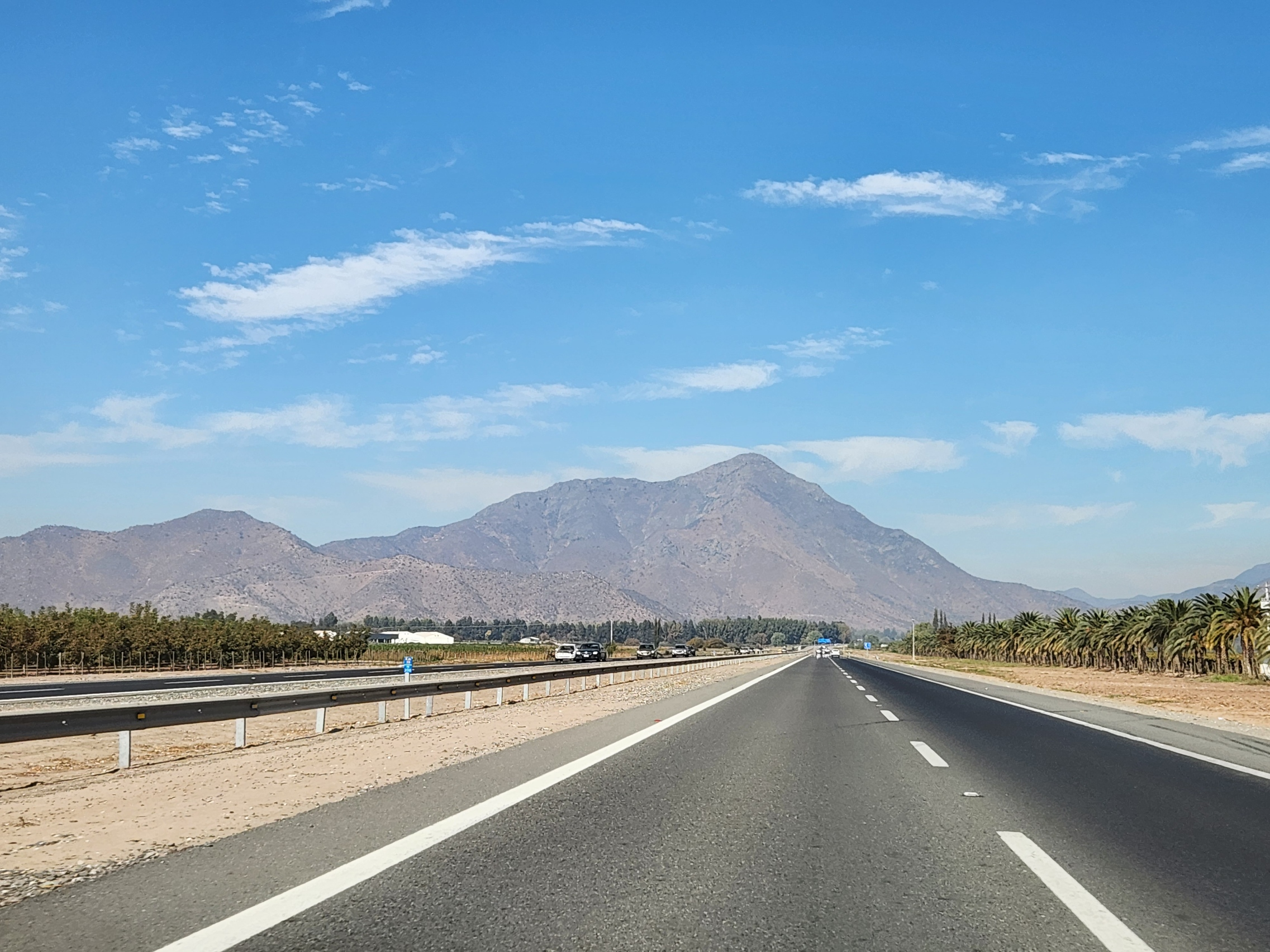
Autopista Acceso Sur

Hieronder volgt een lijst van autosnelwegen (autopista) in Chili.
- Autopista Costanera Norte – Een oost-westroute door Santiago de Chile van 43 kilometer.[1]
- Autopista Nororiente – Een buitenste ringweg om Santiago die de autopista Costanera Norte met de Ruta 5 verbindt over 22 kilometer.[2]
- Autopista Vespucio Norte – Noordelijke ringweg om Santiago van 29 kilometer lang.[3]
- Autopista Vespucio Oriente – Oostelijke ringweg om Santiago, grotendeels in een tunnel.[4][5]
- Autopista Vespucio Sur – Zuidelijke ringweg om Santiago van 23 kilometer.[6]
- Autopista Acceso Sur – Zuidelijke toegangsweg van Santiago van 46 kilometer.
- Autopista Orbital Sur de Santiago – Een geplande tweede zuidelijke ringweg om Santiago.[7]
- Ruta 1 – Snelwegdeel tussen Iquique en de luchthaven, en tussen Mejillones en Antofagasta.[8][9]
- Ruta 5 – Verschillende snelwegdelen van 1501 kilometer lang: Autopista del Elqui (229 km), Autopista del Aconcagua (218 km), Autopista Central (61 km), Autopista del Maipo (182 km), Autopista Talca-Chillán (193 km), Autopista del Bosque (165 km), Autopista de la Araucanía (145 km), Autopista de los Ríos (172 km), Autopista de los Lagos (136 km).[10][11][12][13][14]
- Autopista Los Libertadores of Ruta 57 – Een weg tussen Santiago en Los Andes van 79 kilometer lang.[15]
- Autopista Los Andes of Ruta 60 – Een weg tussen Valparaíso naar La Calera en verder tot Los Andes, waarvan 72 kilometer autosnelweg.
- Autopista Troncal Sur of Ruta 62 – Een weg van Valparaíso naar Peñeblanca over 35 kilometer.
- Autopista del Pacífico of Ruta 68 – Een weg tussen Santiago en Valparaíso van 109 kilometer lang.[16]
- Autopista del Sol of Ruta 78 – Een weg tussen Santiago en San Antonio van 104 kilometer lang.[17]
- Autopista del Itata of Ruta 152 – Een weg van 75 kilometer tussen de Ruta 5 bij Chillán en de Ruta 164 bij Concepción.
- Autopista Valles del Biobio – Een weg van 103 kilometer tussen Concepción en Cabrero.[18]